# アフガニスタン・イスラム共和国

アフガニスタン・イスラム共和国
جمهوری اسلامی افغانستان（ダリー語）
د افغانستان اسلامي جمهوريت（パシュトー語）

国の標語: لا إله إلا الله، محمد رسول الله

（アラビア語:アッラーの他に神はなし。ムハンマドはアッラーの使徒である。）国歌: ملی سرود
アフガニスタン・イスラム共和国の国歌

アフガニスタン・イスラム共和国（アフガニスタン・イスラムきょうわこく、ダリー語: جمهوری اسلامی افغانستان、パシュトー語: د افغانستان اسلامي جمهوريت、英語: Islamic Republic of Afghanistan）は、かつてアフガニスタンに存在した共和制国家。
2021年までの正式国名であったが、この国号を使用した政府は同年8月15日にターリバーンの攻勢によって崩壊した。同年8月19日、ターリバーンのスポークスマン、ザビフラ・ムジャヒドはTwitterで「アフガニスタン・イスラム首長国」（アフガニスタン・イスラムしゅちょうこく、パシュトー語: د افغانستان إسلامي امارت、英語: Islamic Emirate of Afghanistan）が成立することを宣言した。

## 国名
公式の英語表記は、Islamic Republic of Afghanistan。通称Afghanistan。日本語の表記は、アフガニスタン・イスラム共和国。通称アフガニスタン。漢字表記は阿富汗斯坦または亜富汗斯坦。

### 国旗
アフガニスタン・イスラム共和国の国旗は2002年1月に制定されたもの。中央の紋章にはコーランの冒頭の聖句（シャハーダ）である「アッラーフのほかに神はなし、ムハンマドはアッラーフの使徒なり」と書かれている。

## 政治

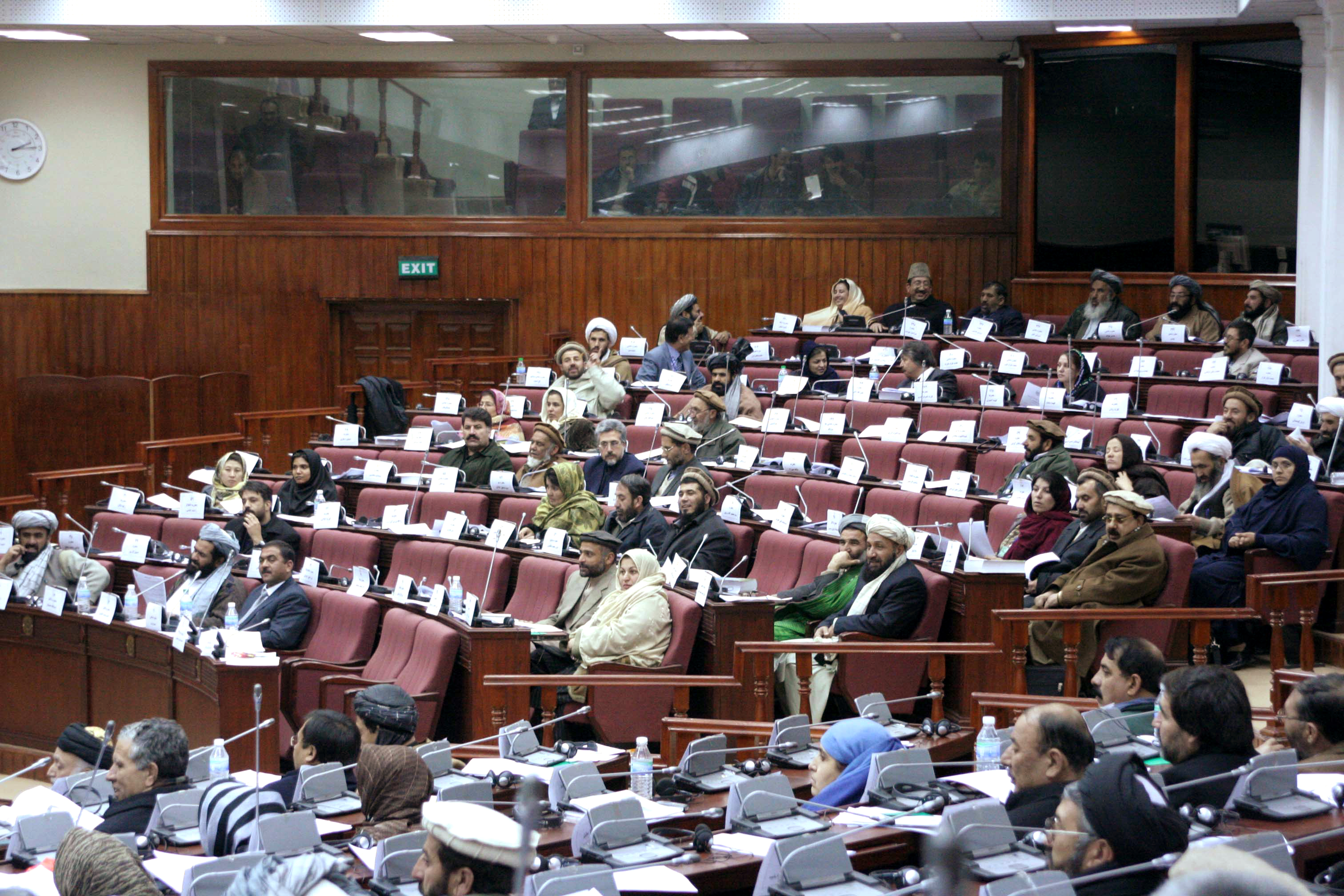
国民議会（2006年）

アフガニスタン・イスラム共和国は共和制・大統領制を採用する立憲国家である。現行憲法は2004年1月16日に公布されたもの。そのほかにもクルアーンやシャリーアを法の源泉とする規定があり、アフガニスタンはイスラム国家の色彩が強い。

### 国家元首
国家元首である大統領は国民による直接選挙で選出され、任期は5年。3選禁止。大統領は強力な指導権を憲法により保障されている。副大統領職あり。ムスリム以外は大統領になることができない。

### 行政
行政府たる内閣は大統領が任命するが、議会の承認が必要。当初首相職は設置されていなかった。しかし2014年のアフガニスタン大統領選挙において混乱が続いたため、首相格として行政長官が設けられた。

### 腐敗問題
BBCやNHKの報道によると、カルザイ政権発足以降政府高官や公務員による汚職が急増している。アフガン政府の腐敗にアフガン国民が失望し、そのためアフガン国民は政府ではなくターリバーンを頼るようになり、ターリバーンが復活する一因となったという。

### 立法
立法府は二院制の国民議会で、憲法により、国家の最高立法機関と規定されている。国民議会は下院に相当する人民議会（ウォレシ・ジルガ）と、上院に相当する長老議会（メシュラノ・ジルガ）で構成される。人民議会は249議席以下と規定され、議員は国民の直接選挙で選出される。任期は5年。長老議会は定数102議席で、5年任期議員（大統領の任命）、4年任期議員（各州議会の選出）、3年任期議員（各郡議会の選出）が3分の1ずつを占める。
国民議会とは別に、国家主権、安全保障、憲法改正、反乱の鎮圧、甚大な自然災害への対処など、国家の最重要事項に関しては、議会制度が成立する前からアフガニスタンに存在してきた伝統的な国家意思決定機関である国民大会議（ロヤ・ジルガ）が最高機関として機能する。非常設であり、国民議会議員、州議会議長、郡議会議長で構成される。閣僚と最高裁判所長官および最高裁判所裁判官はロヤ・ジルガに参加できるが、投票権はない。
憲法により複数政党制が認められているが、アメリカやそれに従属するカルザイ政権による制限があり、また政党政治が根付いていないアフガニスタンでは、政党の活動は低調である。それでも比較的有力なものとして、かつてアフマド・シャー・マスードが率い、現在はブルハーヌッディーン・ラッバーニー元大統領の指導するイスラム協会（タジク人中心。北部同盟）、アブドゥルラシード・ドーストム率いるウズベク人勢力のイスラム民族運動、ハザーラ人主体のイスラム統一党がある。また、これらの政党は政党連合統一国民戦線（単に国民戦線とも）を結成し、無党派のカルザイ政権に対する野党として活動している。アフガニスタンの主要民族であるパシュトゥーン人による旧政権ターリバーンやヘクマティヤール派（en:Hezb-e-Islami Gulbuddin）などの反政府活動も存在し、南部の一部を実効支配している。
- アフガニスタン人民民主党 - 社会主義政権時代の執権党。
- 北部同盟 - 旧ムジャーヒディーンによる反ターリバーン同盟。現在は統一国民戦線に移行。

### 司法
司法府の最高機関は最高裁判所で、その下に高等裁判所などが存在する。三審制。

#### 人権問題
アフガニスタン王国時代の1964年に制定された憲法では男女平等が謳われ、その後1970年代の社会主義政権時代はよりいっそうの世俗化を推し進め、女性は洋服を着て教育を受けており、都市部ではヒジャブやスカーフを被る人も少なかった。1978年には医者の4割が女性、カーブル大学の講師の60%が女性であった。しかし、農村部の世俗化は進まなかったことと、その後の社会主義政権の崩壊と共にムジャヒディーンの勝利を経て1990年代にイスラム主義に回帰。純然たるイスラム国家であったターリバーン政権時代には女性の人権が著しく制限された。ターリバーン政権が崩壊したあと、カルザイ政権下でアフガニスタンにおける世俗化は一定程度進んだとされるが、2018年時点でもいまだに女性の識字率は3割未満である。しかし、現在でもアフガニスタンはイスラーム法およびその強い影響下にある世俗法に基づく統治が行われ、イスラム国家としての色彩が強い。
そのため、信条の自由などが聖職者の定義するところのイスラーム法に反するものとされ、シャリーアに基づく背教罪や冒涜罪によって罪となることがある。
欧州での生活中にキリスト教に改宗した男性が、これを理由に死刑を宣告された。これに対しては西側世界からの批判が起こり、最終的に死刑判決は撤回されたが、男性は亡命を余儀なくされた。また、女性の権利について、「クルアーンを根拠に女性差別を擁護する人々は預言者ムハンマドの見解を歪曲している」という趣旨の文書を読み、問題提起をしようとした学生に対し、宗教法廷により「冒涜」として死刑が宣告された。これに対しても西側世界は非難しているが、カルザイ政権も今回はムスリム保守層の国民から圧力を受け態度を硬化させており、上院では死刑判決を支持する決議が採択された。

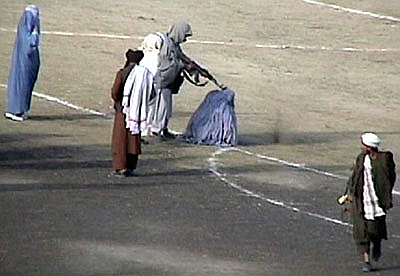
ターリバーンにより日常的に行われている公開処刑

アフガニスタンの地方では部族の伝統が根強く、たとえば、姦通を犯した女性がその家族の手で処刑される、いわゆる「名誉殺人」も行われているという。2014年2月には被告の家族一員の女性だけでなく、女性の弁護士、女医、女の子供など、女性に区分される人々が裁判の証人として出廷することも禁止する法改正が行われようとしていると報じられた。
ターリバーン政権崩壊後に一度は廃止された勧善懲悪省（宗教警察）が、同政権時代と比較して幾分穏健化しているものの、巡礼・宗教問題省の名で復活している。

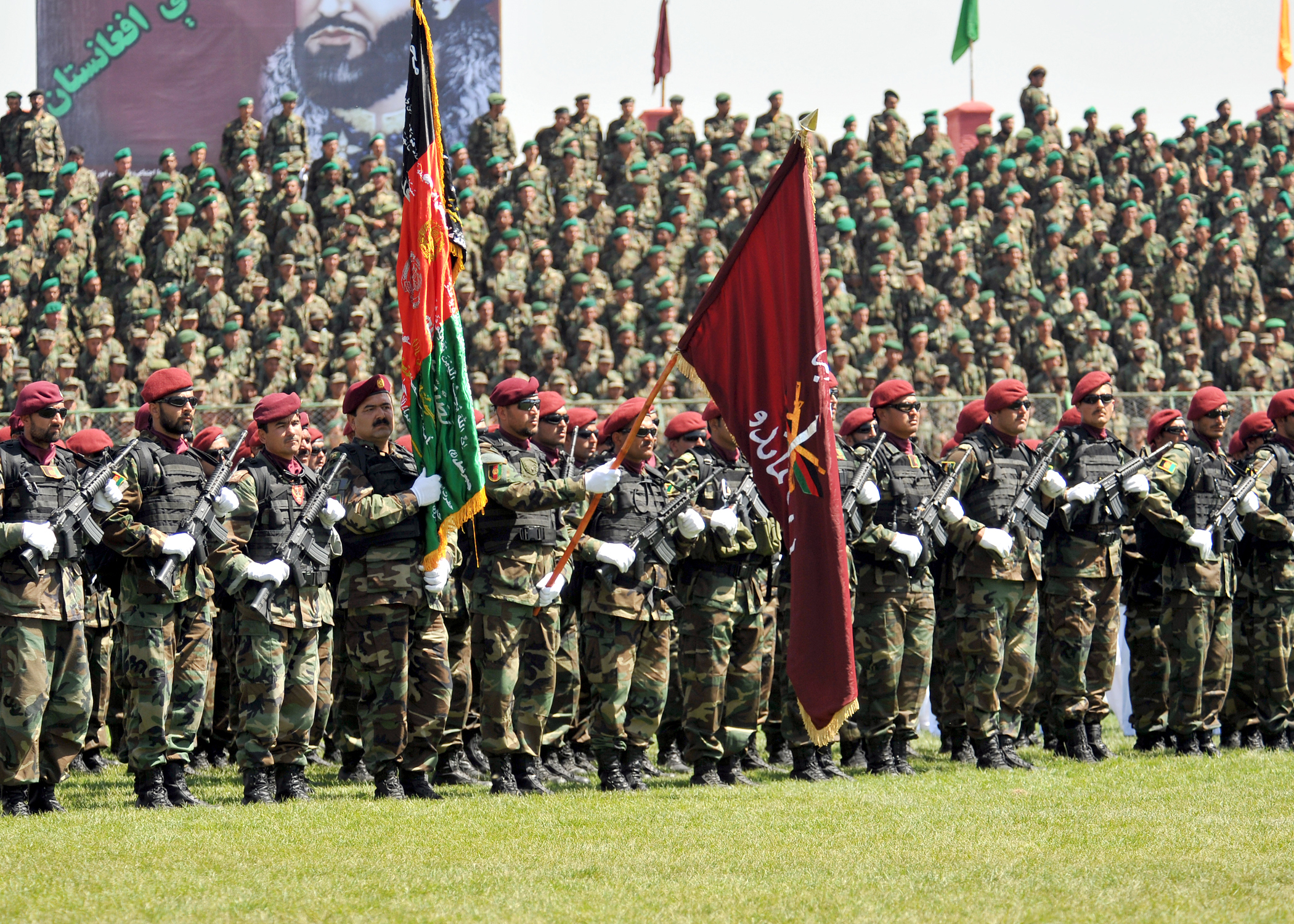
アフガニスタン国軍

## 歴史

### テロとの戦い

#### 多国籍軍による攻撃と暫定政権の樹立

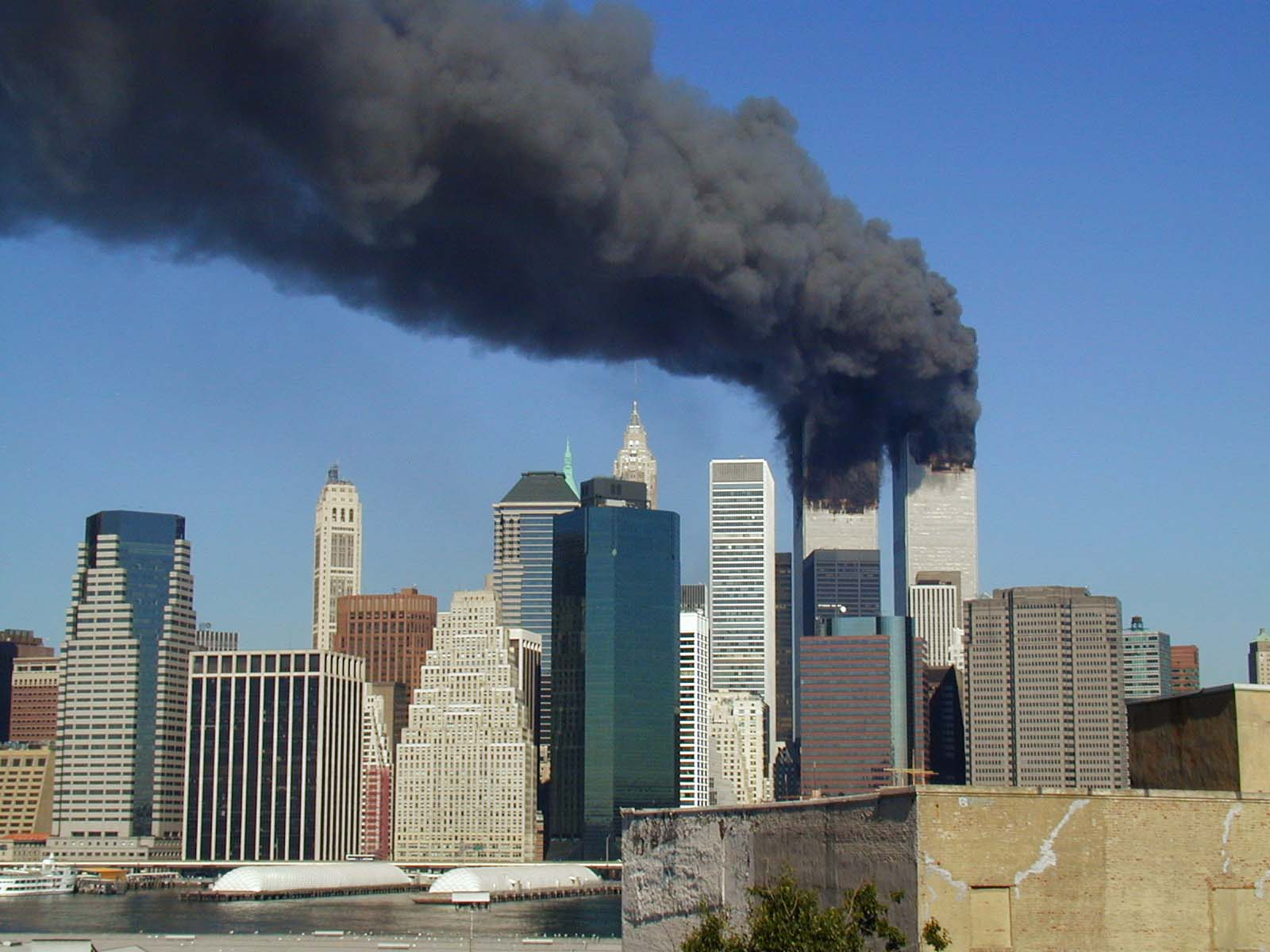
アメリカ同時多発テロ事件（2001年9月11日）

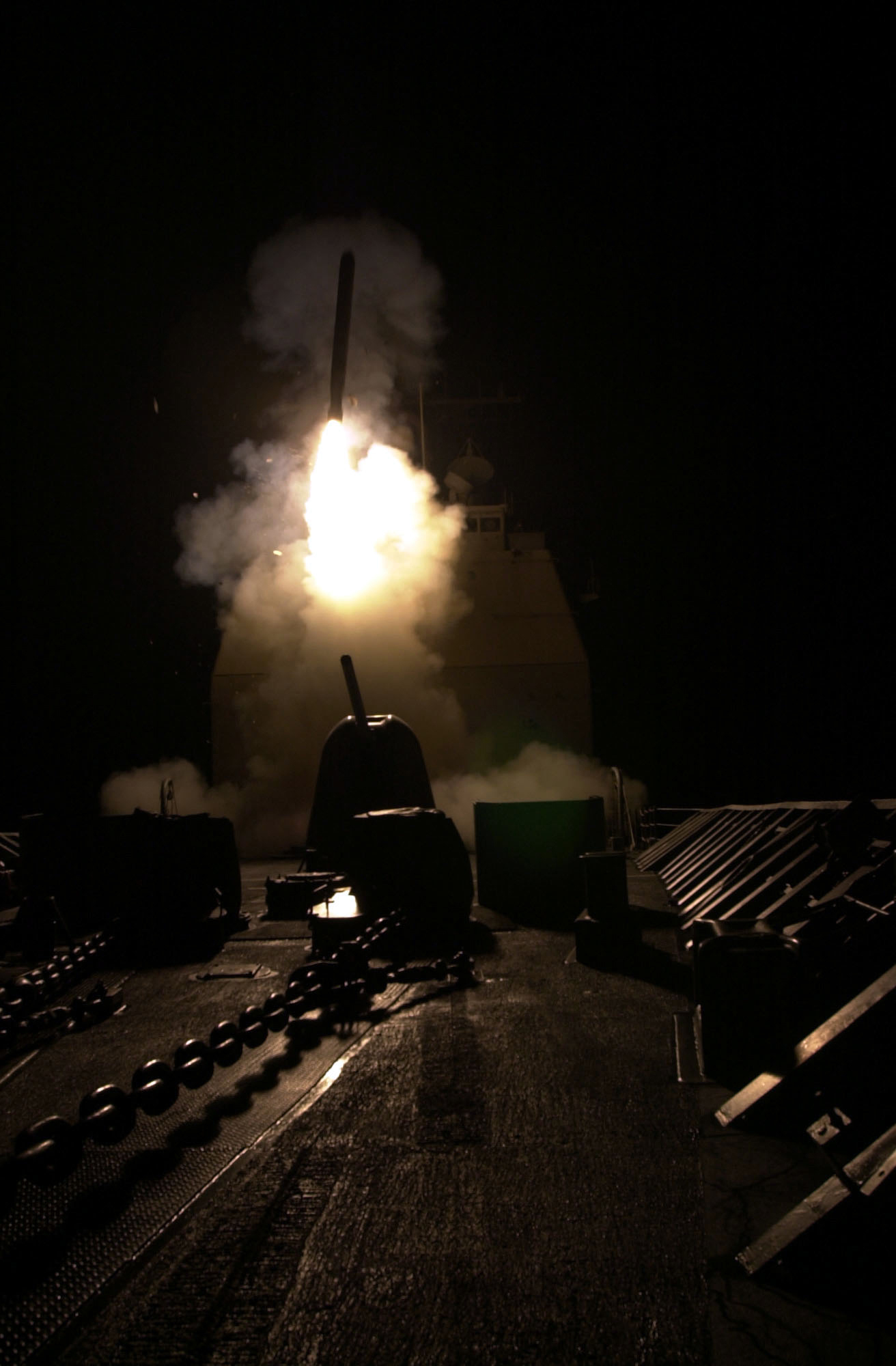
アフガニスタンに向けて発射されるミサイル

2001年10月2日、アメリカ同時多発テロ事件を受けてNATOがアルカーイダを匿うターリバーン政権に対して自衛権の発動を宣言。10月7日、アメリカ軍が不朽の自由作戦の名の下で空爆を開始、イギリスも参加。北部同盟も地上における攻撃を開始。これよりアフガニスタン紛争が開始される。11月13日、北部同盟は、無血入城でカーブルを奪還した。年末にターリバーン政権崩壊。11月22日、パキスタン政府、ターリバーンとの断交を決定し、駐イスラマバードアフガニスタン大使館を閉鎖した。11月27日、空爆が続くなか、国連は新政権樹立に向けた会議をドイツのボン郊外で開催した。会議には北部同盟、国王支持派のローマ・グループ、キプロス・グループ、そしてペシャーワルからのグループが参加した。11月29日、行政府に相当する暫定行政機構の設立案について合意した。12月5日、暫定行政機構人事で各派間の確執があったが、国連の調整で、議長にパシュトゥーン人のハーミド・カルザイを据え、暫定政権協定の調印が実現した（ボン合意）。アフガニスタン主要4勢力、暫定政権発足とその後の和平プロセスで合意。国際連合安全保障理事会決議1386にもとづき国際治安支援部隊（ISAF）創設、カーブルの治安維持にあたる。また国際連合安全保障理事会決議1401により、国連アフガニスタン支援ミッション（UNAMA）がスタート。アフガニスタン暫定行政機構が成立し、ハーミド・カルザイが議長となる。

#### 新共和国成立

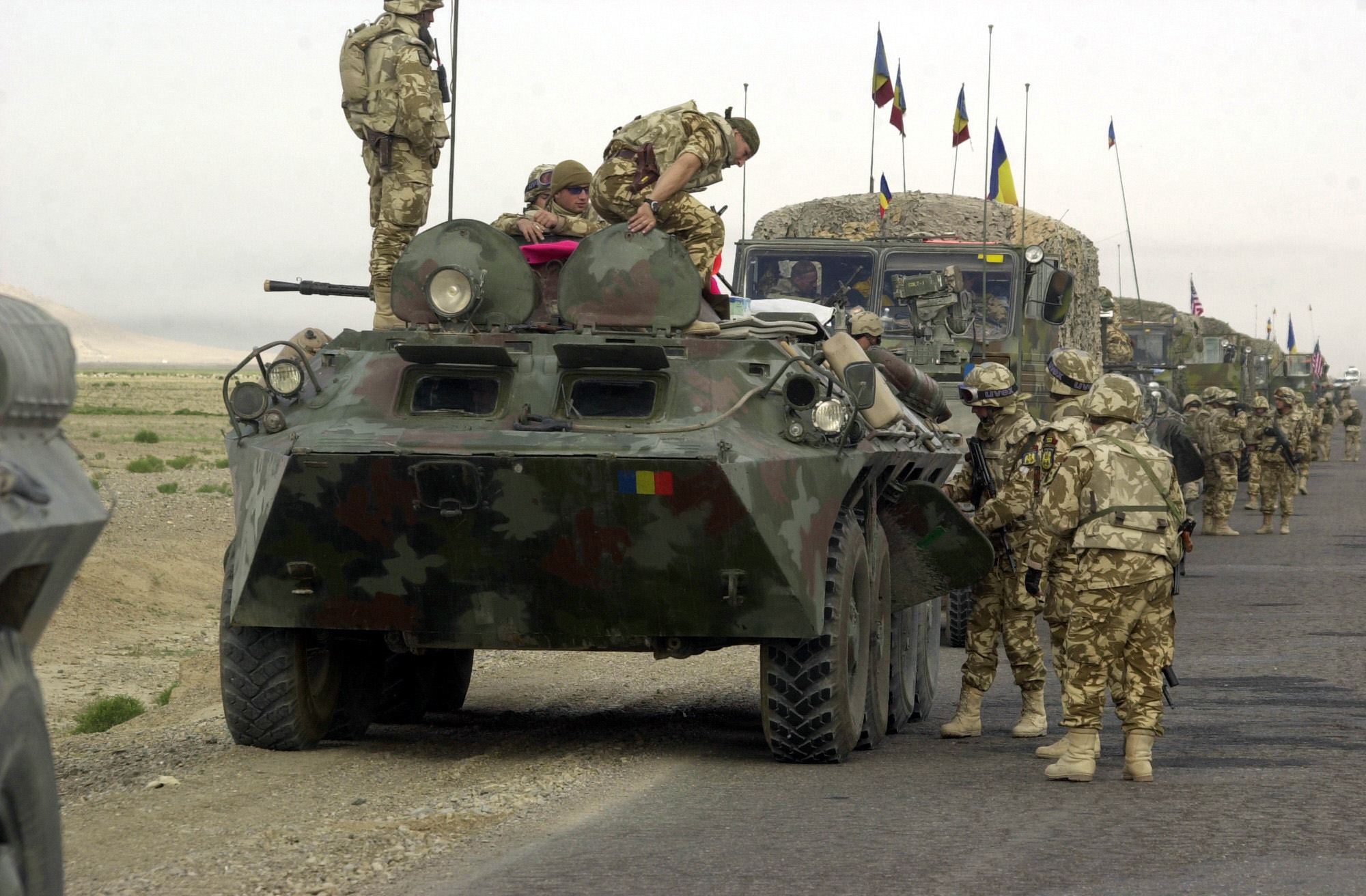
移動する有志連合の部隊（ルーマニア軍、2003年）

2001年12月22日、カーブルで暫定政権発足の記念式典が挙行された。約3,000人が出席し、ラバニ大統領からカルザイ暫定行政機構議長に政権が委譲される形で執り行われ、カルザイが暫定政権の首相となった。カルザイは国民に平和と法をもたらすことを誓い、言論と信教の自由、女性の権利の尊重、教育の復興、テロとの戦いなど13項目の施政方針を発表した。暫定政権の閣僚は29名で構成され、うち北部同盟が19ポスト、元国王支持派が8ポスト、ペシャワル派が2ポスト占めた。
2002年1月21日、東京でアフガニスタン復興支援会議が開催された。約60各国と22の国際機関の代表が出席した。これに先立ちNGO59団体による会議も開かれた。日本は2年で5億ドル、アメリカは1年で2億9,600万ドル、サウジアラビアは3年で2億2,000万ドル、欧州連合は1年で5億ドル、ドイツは5年で3億5,000万ドル、イギリスは5年で3億7,200万ドルの拠出を決定し、世界銀行とアジア開発銀行はそれぞれ2年半で5億ドルの拠出を決定した。また周辺各国は、イランが1年で1億2,000ドル、パキスタンは5年で1億ドル、インドも1年で1億ドルの支援を発表した。各国の支援総額は30億ドルを超えた。さらに支援は、行政能力の向上や教育、保健衛生、インフラ、経済システム、農業および地方開発、地雷撤去などの作業を実施し、定期的に復興運営会議をカーブルで開催することなどを決定した。2月14日、アブドゥール・ラフマン航空観光大臣がカーブル国際空港で自国民に撲殺される。6月10日 - 6月19日、緊急ロヤ・ジルガ（国民大会議）が開催され、1,500人以上の代表が参加した。6月13日、国家元首（大統領）を決める選挙が緊急ロヤ・ジルガで行われ、ハーミド・カルザイが圧倒的多数の票を獲得し当選した。6月15日、今後2年間の国名を「アフガニスタン・イスラム暫定政府」に決定する。 6月19日、新暫定政府主要14閣僚と最高裁判所長官の名簿を公表。副大統領にファヒーム国防相・アブドゥッラー外相・アシュラフ・アリー財務相（カルザイ顧問兼任）らが兼任。ザーヒル・シャーの閉会宣言でロヤ・ジルガ閉会する。7月1日、米軍が南部ウルズガン州で誤爆。市民48人死亡、117人が負傷する。

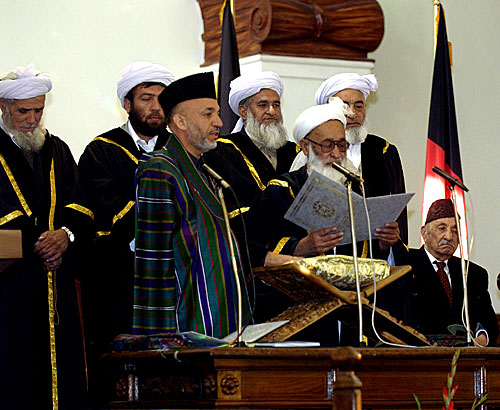
カルザイ大統領の就任式（2004年）右奥に着席しているのはザーヒル・シャー元国王

2004年1月、新憲法が発布された。10月9日、第一回の大統領選挙が行われ、12月7日にハミード・カルザイが大統領に就任した。同年3月、パキスタンでワジリスタン紛争が勃発した。
2005年9月、下院議員選挙や州議会選挙が行われ、国家統治機構の整備が完了した。12月、国会が開会した。
2006年、南部・南東部・東部を中心にターリバーンの攻撃が増加した。7月、国際治安支援部隊（ISAF）が国内全土に展開した。
2007年、前年に引き続きターリバーンの攻撃が増加した。
2008年、治安が著しく悪化し、南部や東部だけでなく首都カブールの近隣でもターリバーンの攻撃が行われた。8月にはアフガニスタン日本人拉致事件が起きた。
2009年8月、第二回の大統領選挙が実施された。カルザイが過半数の票を得るが、国連の調査で不正が発見される。2位のアブドラ前外相が決選投票をボイコットしたため、11月に行われた決選投票でカルザイの再選が決定した。一方、ターリバーンは「比較的安定していた地域の不安定化を招き、市民の犠牲を顧みない、より洗練され、かつ複合的な攻撃を増加させて」おり、即席爆発装置（IED）による攻撃が急増した。同年、アメリカ合衆国のバラク・オバマ大統領は3回の増派を行った（1万7000人、4000人、1万3000人）。アメリカ合衆国の駐留軍の総数は6万8000人に達し、その中から国際治安支援部隊（ISAF）に1万人以上が追加派遣された。

#### 第二回大統領選挙後
2010年1月、カルザイ政権の外務・内務・国防・財務の4主要閣僚が確定した。同年、国際治安支援部隊（ISAF）は4万5000人以上が増員され、49か国・約13万人に達した。国際治安支援部隊（ISAF）は積極的に作戦行動を行ったので、戦争は更に激しくなり国際治安支援部隊（ISAF）や民間人の死傷者が急増した。6月、アメリカ合衆国の駐留軍司令官のスタンリー・マクリスタルが政権批判により解任された。7月、国際治安支援部隊（ISAF）からアフガニスタン政府への治安権限の移譲が始まった。9月18日、第二回の下院議会選挙が実施された。同年、カルザイ大統領がターリバーンとの和平を目指す高等和平評議会を発足させた。2010年の経済成長率は22.5％に達した。
2011年5月2日、アメリカ軍がパキスタンでビン=ラーディンを殺害した（ウサーマ・ビン・ラーディンの殺害）。同年、アメリカ合衆国の駐留軍は約10万人に達したが、年内に1万人、2012年夏までに3万3000人の兵員を削減すると発表した。
2012年7月、日本国政府は「アフガニスタンに関する東京会合」を開催し、アフガニスタン政府が統治を改善し開発戦略を自発的に実施する代わりに、国際社会がアフガニスタンに対して2015年まで160億ドルを超える支援を行うことを約束した。12月、依然として約10万人の国際治安支援部隊（ISAF）がアフガニスタンに展開していた。一方、同年のアフガニスタンの腐敗認識指数は167か国中の最下位だった。
2013年6月、国際治安支援部隊（ISAF）からアフガニスタン政府への治安権限の移譲の対象が全国に拡大した。
2014年4月、第三回の大統領選挙が実施され、9月29日にアシュラフ・ガニーがアフガニスタン第二代大統領に就任した。これはアフガニスタン史上初の民主的な政権交代だった。大統領選挙の決選投票で敗れたアブドラ・アブドラ元外相も首相格の行政長官に就任し、ガニー大統領と政治権力を分け合う国家統一政府（NUG）が発足した。12月、国際治安支援部隊（ISAF）が終了した。多国籍軍はアフガニスタン安全保障協定（BSA）やNATO・アフガニスタン地位協定（SOFA）によりアフガニスタンに残留するが確固たる支援任務に移行し、治安はアフガニスタン治安部隊（ANSF）が独力で維持することになった。

#### 第三回大統領選挙後
2015年1月、イスラム国が「ホラサン州」(ISIL-K)の設置を宣言し、アフガニスタンで活動を始めた。7月、ターリバーンとアフガニスタン政府の和解協議が開催されたが、ターリバーンの指導者ムハンマド・オマルの死亡が公表され中断した。国家統一政府は大統領選挙から1年が経過しても全閣僚を任命できず、国防相の就任を議会に否決され、国内の治安に責任を持てないでいた。2015年9月28日、ターリバーンはアフガニスタン第5の都市クンドゥーズを一時的に占領した（クンドゥーズの戦い）。衝撃を受けたアメリカ合衆国のバラク・オバマ大統領はアメリカ軍（9800人）の完全撤退を断念した。また選挙制度改革の遅れにより予定されていた下院議員選挙は実施できず、GDP成長率も1.3％に鈍化した。
2016年1月11日、パキスタン・アフガニスタン・中国・アメリカがターリバーンとの和平を目指す4か国調整グループ（QCG）を設立したが、ターリバーンは和平交渉を拒否した。国家統一政府ではガニー大統領とアブドラ行政長官との関係が悪化し、閣僚7人が弾劾された。9月、ヘクマティアル派との和解合意が成立した。
2017年5月、カブールのドイツ大使館の近くで大規模テロが発生し、300人以上が死傷した。8月、アメリカ合衆国のドナルド・トランプ大統領は「対アフガニスタン・南アジア戦略」を発表し、状況の悪化を防ぐために増派（約4000人）を決定した。10月、アフガニスタン政府の支配地域は407郡中231郡（57％）にすぎないことが判明した。政府とターリバーンは122郡（30％）の支配を争っており、ターリバーンが54郡（13％）を支配していることが分かった。ターリバーンの支配地域は2015年11月から2017年8月の間に倍増しており、紛争地域も1.4倍増加した。ウルズガーン州（7郡中5郡）やクンドゥーズ州（7郡中5郡）、ヘルマンド州（14郡中9郡）の大半はターリバーンに支配されていた。11月、北大西洋条約機構（NATO）は確固たる支援任務（約1万3000人）に対して3000人の増派を決定した。
2018年6月、ターリバーンとの間で史上初めての3日間の一時停戦が実現した。8月、ターリバーンの猛攻によりガズニー州の州都が陥落寸前になった。10月、第三回の下院議員選挙が実施された。
2019年1月の時点で、ターリバーンがアフガニスタンの郡の12％を掌握・勢力圏内に入れている。ターリバーンの勢力が拡大しつつあるという意見もある。8月、アメリカ合衆国とターリバーンとの間で8回目の和平協議が行われた（アフガニスタン和平プロセス）。9月、第四回の大統領選挙が実施された。12月4日、ナンガルハル州ジャララバードで同地を拠点に灌漑事業を展開していたペシャワール会代表の中村哲が殺害された。
2020年2月28日、アメリカ合衆国のドナルド・トランプ大統領は、ターリバーンと駐留米軍を撤退させることで合意した。
2020年5月17日、昨年の大統領選挙で次点だったアブドラ・アブドラとアシュラフ・ガニー大統領で政治権力を分け合うことで合意文書に署名した。
2021年4月、アメリカ合衆国のジョー・バイデン大統領は、2021年9月11日までに駐留米軍を完全撤退させると発表した。
2021年7月にはターリバーンの代表団が訪中し、中国外相の王毅と会談し、アブドゥル・ガニ・バラダルは「中国はアフガン人民が信頼できる友人だ」と述べた。

### ターリバーンの復権

#### ターリバーンの全土掌握

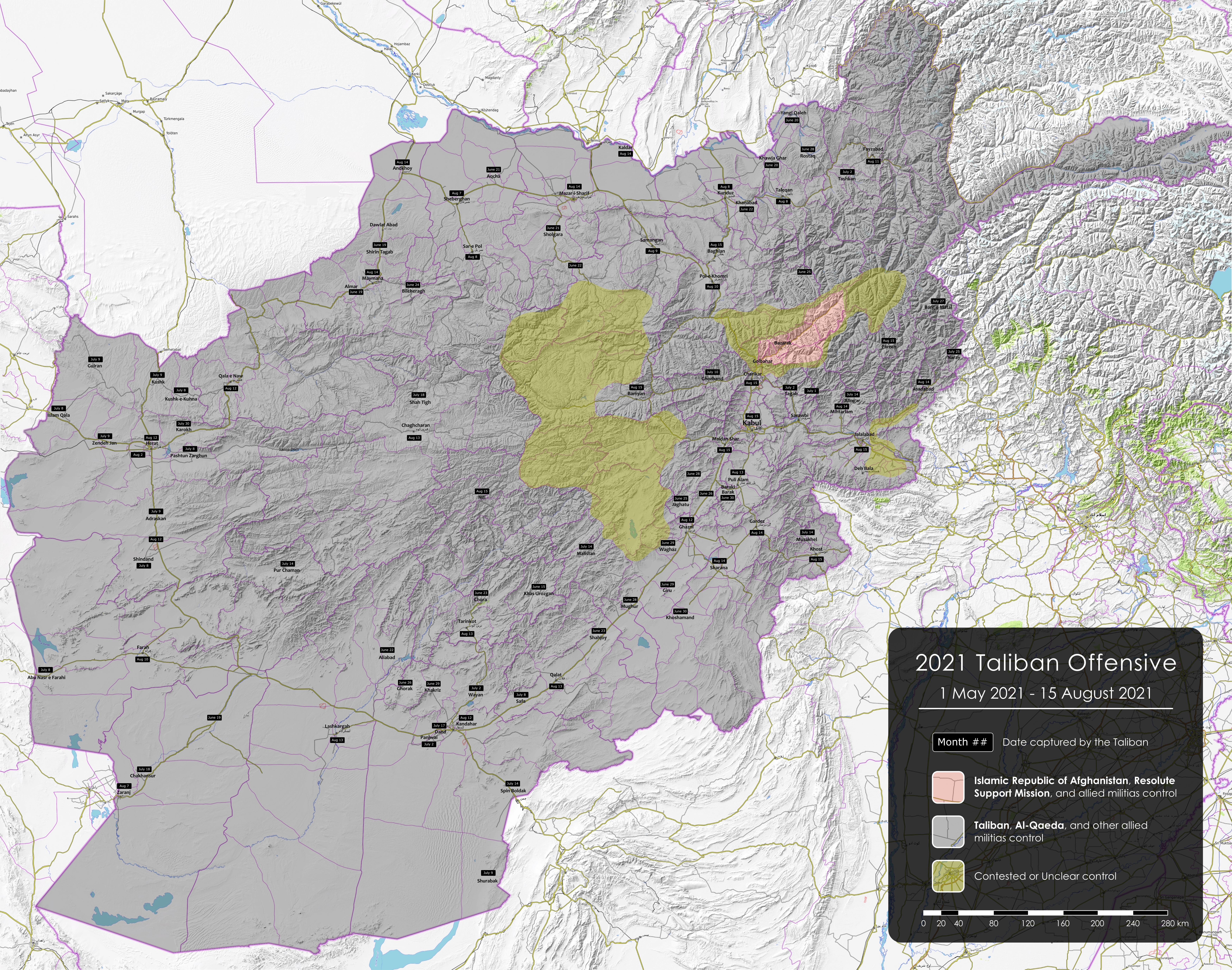
黒色がターリバーンの勢力図

アメリカ合衆国がアフガニスタンからの撤退を進める中、ターリバーンは主要都市を次々に制圧。2021年8月15日には首都カーブルに迫り、全土を支配下に置いたと宣言した。政権側もアブドゥル・サタール・ミルザクワル内務相代行が権力の移行を進めると表明した。同日、アシュラフ・ガニー大統領がタジキスタンに向けて出国したと報じられた。ただし、タジキスタンは、「ガニ氏を乗せた飛行機はタジキスタン領空に入っておらず、領土内に着陸もしていない」とし、ガニーの入国を否定している。

#### アシュラフ・ガニー政権の崩壊
2021年8月15日、ターリバーンはアフガニスタン大統領府を掌握した。これにより約20年間続いたアフガニスタンの民主政権は崩壊した。
ターリバーンはアフガニスタン政府に「平和的降伏」を求め、政権移譲に向けた交渉を始めており、ビデオ声明を通じて勝利宣言した。

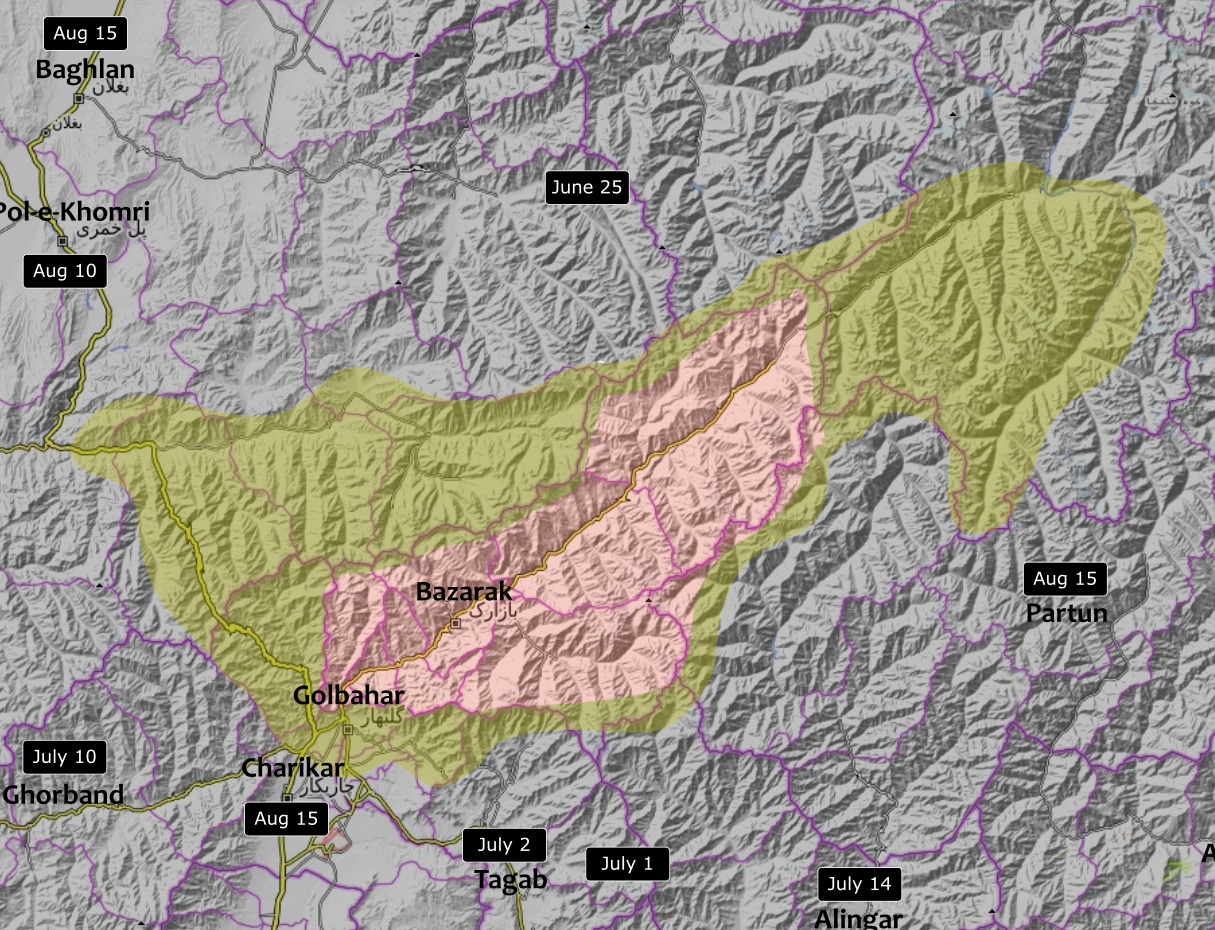
赤色がパンジシール州。黒色はターリバーンの勢力圏

一方で、2021年8月17日、第一副大統領のアムルッラー・サーレハが憲法上の規定により、暫定大統領に就任すると発表した。サーレハはターリバーンの勢力が及ばないパンジシール州に滞在しているとされ、同州のパンジシール渓谷を拠点としていたアフマド・シャー・マスード将軍の息子アフマド・マスードと共にパンジシール渓谷での抵抗運動を呼び掛けていると報じられている。

#### アムルッラー・サーレハ率いる暫定政府とモハンマド・ハサン・アフンド率いる暫定政権の対立
2021年8月19日、副大統領として政権を支えていたアムルラ・サーレは暫定政府を立ち上げ「暫定大統領」を宣言。その後北東部パンジシール州に身を隠していることが複数の住民の取材で分かった。同州で残存兵を集結させ反撃の準備を急いでいるとみられる。一方ターリバーン側は同月7日に暫定政権を立ち上げ、暫定首相にモハンマド・ハサン・アフンドが選ばれた。
2022年5月には、ラシッド・ドスタムらの呼びかけでトルコの首都アンカラで「国民抵抗高等評議会」の初会合が開かれた。会合にはアフガニスタン各民族のうち有力者約40人が参加し、ターリバーンに国全体を包摂する政権の樹立を呼び掛け、拒否された場合は武力闘争も辞さない姿勢を示した

### アメリカ軍の撤退
8月31日、アメリカ軍はアフガニスタンから完全に撤退した。